# Ларс Верделін
Ларс Верделін (швед. Lars Werdelin; нар. 1955) — шведський палеонтолог, фахівець з еволюції хижих ссавців. Сфери його наукових інтересів включають еволюційну взаємодію хижаків та гомінінів в Африці, а також еволюцію та філогенію таких клад хижих, як махайродові, рисі та гієнові.
Отримав ступінь доктора філософії у Стокгольмському університеті в 1981 році. У 2003 році описав рід хижих кішок Lokotunjailurus з родини махайродових. У 2023 році на честь Ларса Верделіна був названий вид махайродів Dinofelis werdelini. Також на його честь у 2010 році був названий рід гієн Werdelinus.